# Abdurrahman Nafiz Gürman (Güngören)
Abdurrahman Nafiz Gürman est un l'un des onze quartiers du district de Güngören sur la rive européenne d'Istanbul, en Turquie. En 2019, sa population s'élève à 22 590 habitants.

## Transports
Le quartier est desservi par les stations Merter et Zeytinburnu de la ligne M1 du métro d'Istanbul, en correspondance, à cette dernière station, avec la ligne 1 du tramway.

## Patrimoine
Le quartier possède deux mosquées, Veysel Karani (Veysel Karani Camii, en turc), et celle de la rue Günay (Günay sokağı).